# Fédération africaine de tir sportif
La Fédération africaine de tir sportif (anglais : African Shooting Sports Federation) est une association qui regroupe les fédérations nationales de tir sportif en Afrique. Son rôle est de gérer et développer le tir sportif à l'échelon continental.
L'organisme est fondé le 13 mars 1981 sous le nom de Confédération africaine de tir. Son premier président est le Tunisien Slaheddine Baly.
Le général égyptien Mounir Sabet préside la Fédération de 1991 à 2013.